# Лунценау
Лунценау (нім. Lunzenau) — місто в Німеччині, розташоване в землі Саксонія. Входить до складу району Середня Саксонія.
Площа — 28,06 км2. Населення становить 4133 ос. (станом на 31 грудня 2020).